# Lindsay Tarpley
Lindsay Ann Tarpley Snow (* 22. September 1983 in Madison, Wisconsin als Lindsay Ann Tarpley, aufgewachsen in Kalamazoo, Michigan) ist eine ehemalige US-amerikanische Fußballspielerin. Sie spielte von 2003 bis 2011 in der US-amerikanischen Nationalmannschaft.

## Leben und Karriere

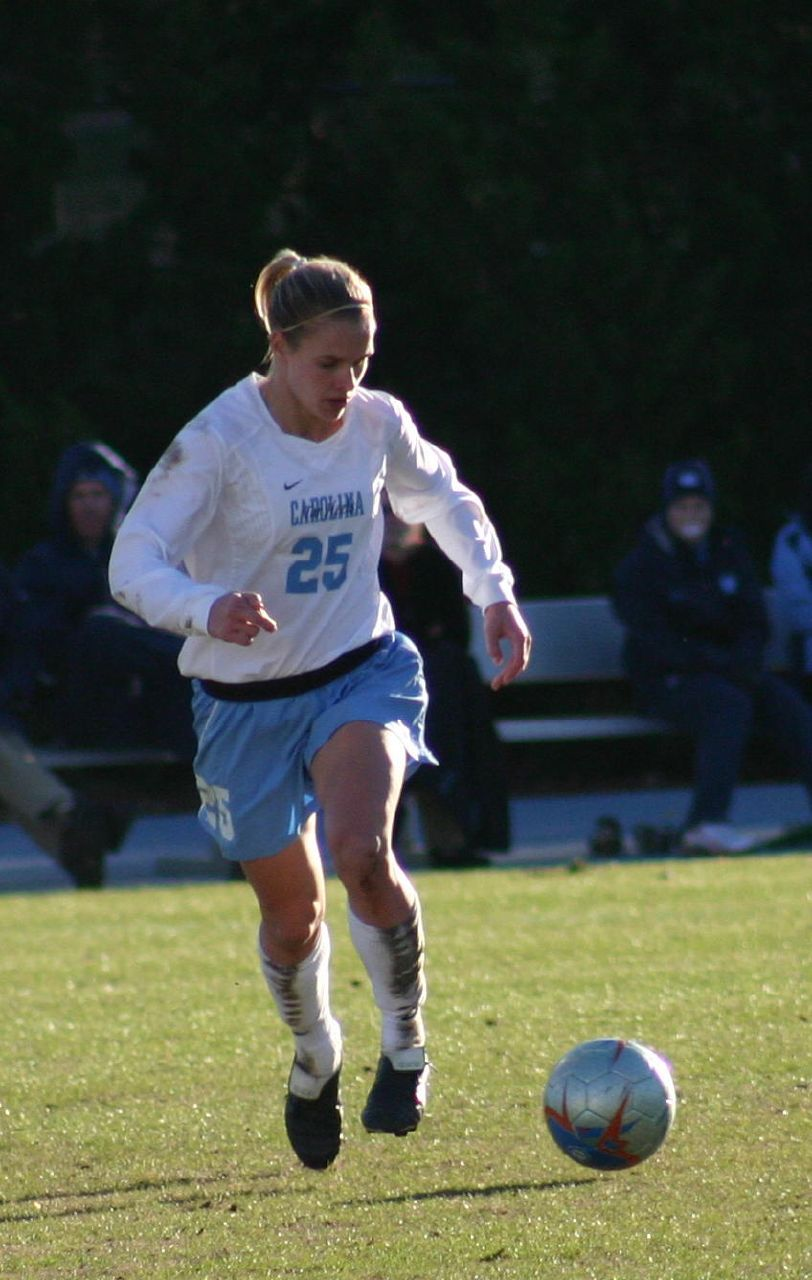
Tarpley im Dress der University of North Carolina

In ihrer Highschoolzeit spielte sie sowohl erfolgreich Basketball als auch Fußball. Während ihrer Zeit an der University of North Carolina erhielt sie mehrere Auszeichnungen.
Tarpley durchlief die US-Jugendmannschaften ab 1999, als sie erstmals in der U-16-Mannschaft spielte. Ab 2000 spielte sie für die U-19-Mannschaft und als deren Kapitän erzielte sie beim CONCACAF-Qualifikationsturnier sieben Tore in drei Spielen und qualifizierte sich damit für die erste U-19-WM der Frauen. Dort erzielte sie in der Verlängerung des Finales in der 109. Minute das Golden Goal zum 1:0-Sieg gegen Kanada. Zudem wurde sie zusammen mit Marta mit jeweils 6 Toren drittbeste Torschützin des Turniers. Mit der U-21-Mannschaft nahm sie 2003 und 2005 am Nordic Cup teil, den das US-Team jeweils gewann.
Ihr erstes von bisher 125 A-Länderspielen machte sie am 12. Januar 2003 beim 0:0 gegen Japan und wurde 2003 insgesamt achtmal in der A-Nationalmannschaft eingesetzt, gehörte aber nicht zum WM-Kader. Ihr erstes Länderspieltor war das 2:0 am 30. Januar 2004 gegen Schweden, wobei ihr zudem der Treffer zum 3:0-Endstand gelang. Mit 25 Spielen gehörte sie 2004 zu den am häufigsten eingesetzten Spielerinnen und nahm am Viernationenturnier, dem Algarve-Cup und den Olympischen Spielen teil, wo sie im Finale gegen Brasilien das 1:0 (Endstand 2:1) erzielte.
2005 gehörte sie zum siegreichen US-Team beim Algarve-Cup, kam aber insgesamt nur zu fünf Einsätzen, dagegen wurde sie 2006 in 20 von 22 Spielen eingesetzt, u. a. beim Viernationenturnier und beim Algarve-Cup.
2007 spielte sie in 21 Länderspielen, u. a. beim Gewinn des Algarve-Cups und bei der WM 2007, bei der das US-Team wie 2003 Dritter wurde.
2008 war ihr erfolgreichstes Jahr: In 34 Spielen kam sie zum Einsatz, wobei sie 30-mal in der Startelf stand, 12 Tore erzielte und fünf Torvorlagen gab. Am 16. Juli machte sie beim Vorbereitungsspiel auf die Olympischen Spiele
gegen Brasilien ihr 100. Länderspiel in San Diego im Stadion, in dem sie auch ihr erstes Länderspiel gemacht hatte. In Peking kam sie in allen sechs Spielen zum Einsatz und gewann zum zweiten Mal die Goldmedaille.
2009 kam sie nur in sechs Spielen zum Einsatz, da sie sich im August einen Kreuzbandriss zuzog, wodurch sie erst am 6. Oktober 2010 im Spiel gegen China wieder zum Einsatz kam.
2011 wurde sie in fünf Spielen eingesetzt, davon einmal beim Viernationenturnier und dreimal beim Algarve-Cup. Sie gehörte zum vorläufigen Kader für die WM in Deutschland, zog sich aber im Testspiel gegen Japan am 14. Mai eine Knieverletzung zu, wodurch sie für die WM ausfiel.
In der Saison 2013 stand sie im Kader der neugegründeten NWSL-Franchise der Chicago Red Stars, kam jedoch nicht zum Einsatz.

## Privates
Im Dezember 2007 heiratete sie BJ Snow, der seit 2011 Cheftrainer der Frauenfußballmannschaft der UCLA Bruins ist.

## Erfolge
- U-19-Weltmeister 2002
- Olympiasieger 2004, 2008
- W-League Sieger 2005 mit den  New Jersey Wildcats
- WM-Dritte 2007
- Algarve-Cup-Siegerin 2004, 2005, 2007, 2008, 2011

## Auszeichnungen
- 2002: U.S. Soccer Young Female Athlete of the Year